# إعدام ماري ستيوارت (فلم 1895)
فيلم إعدام ماري ستيوارت (بالإنجليزية: The Execution of Mary Stuart) هو فيلم أبيض وأسود قصير أمريكي صامت أنتج عام 1895، يصور الفيلم إعدام ماري ملكة اسكتلندا، يعتبر أول فيلم معروف يستخدم المؤثرات الخاصة ، وتحديداً خدعة التوقف، أنتج الفيلم الذي تبلغ مدته 18 ثانية توماس إديسون وأخرجه ألفريد كلارك يُظهر الفيلم ماري معصوب العينين (يلعبه السيد روبرت إل توما ، الممثل الذكر في شكسبير-تراديشن أيضًا للممثلة النسائي) وهي تُقاد إلى كتلة الإعدام. يرفع الجلاد فأسه ويحدث تعديل يتم خلاله استبدال الفاعل بمانيكان. يُقطع رأس عارضة أزياء ويحتفظ بها الجلاد في الهواء مع انتهاء الفيلم.
على الرغم من أنه لم يكن المشهد الأكثر رعبًا الذي تم تصويره على الإطلاق ، إلا أنه كان سيصدم الجماهير في يومه بالتأكيد - بافتراض أن أكثر من قلة من الناس رأوه في ذلك الوقت. يعتبر أيضًا أول استخدام للممثلين المحترفين في الفيلم ، ويتميز بأول تأثير لتحرير الفيلم يستخدم المؤثرات الخاصة (استبدال الممثل بدمية).

## روابط خارجية
- إعدام ماري ستيوارت (فيلم 1895) على موقع IMDb (الإنجليزية)
- إعدام ماري ستيوارت (فيلم 1895) على موقع ألو سيني (الفرنسية)
- إعدام ماري ستيوارت (فيلم 1895) على موقع أول موفي (الإنجليزية)
- إعدام ماري ستيوارت (فيلم 1895) على موقع فيلمافينيتي (الإسبانية)
- إعدام ماري ستيوارت (فيلم 1895) على موقع قاعدة بيانات الفيلم (الإنجليزية)
- إعدام ماري ستيوارت (فيلم 1895) على موقع ليتربوكسد (الإنجليزية)
- إعدام ماري ستيوارت (فيلم 1895) على موقع كينوبويسك (الروسية)

- The Execution of Mary Stuart  في قاعدة بيانات الأفلام على الإنترنت (بالإنجليزية)
- إعدام ماري ستيوارت متوفر للتحميل المجاني على أرشيف الإنترنت
- The Execution of Mary Stuart for download
- "Alfred Clark, Narrative and Special Effects Pioneer"
- The Execution of Mary Stuart على يوتيوب